# Бильвисайм
Бильвиса́йм (фр. Bilwisheim) — коммуна на северо-востоке Франции в регионе Гранд-Эст (бывший Эльзас — Шампань — Арденны — Лотарингия), департамент Нижний Рейн, округ Агно-Висамбур, кантон Брюмат. До марта 2015 коммуна в составе кантона Брюмат административно входила в состав упразднённого округа Страсбур-Кампань.
Площадь коммуны — 2,56 км², население — 426 человек (2006) с тенденцией к стабилизации: 408 человек (2013), плотность населения — 159,4 чел/км².

## Население
Население коммуны в 2011 году составляло 394 человека, в 2012 году — 390 человек, а в 2013-м — 408 человек.
| 1962 | 1968 | 1975 | 1982 | 1990 | 1999 | 2006 | 2008 | 2011 | 2012 | 2013 |
| ---- | ---- | ---- | ---- | ---- | ---- | ---- | ---- | ---- | ---- | ---- |
| 217  | 216  | 250  | 284  | 332  | 387  | 426  | 416  | 394  | 390  | 408  |

Динамика населения:

## Экономика
В 2010 году из 265 человек трудоспособного возраста (от 15 до 64 лет) 218 были экономически активными, 47 — неактивными (показатель активности 82,3 %, в 1999 году — 72,1 %). Из 218 активных трудоспособных жителей работали 204 человека (101 мужчина и 103 женщины), 14 числились безработными (6 мужчин и 8 женщин). Среди 47 трудоспособных неактивных граждан 23 были учениками либо студентами, 15 — пенсионерами, а ещё 9 — были неактивны в силу других причин.